# Emilio Dandolo
Emilio Dandolo (Varese, 4 aprile 1830 – Milano, 20 febbraio 1859) è stato un patriota e militare italiano, noto per aver preso parte ad alcune delle più importanti battaglie del Risorgimento.

## Biografia
Originario di una famiglia dalla quale nacquero diverse figure legate alle Guerre di indipendenza italiane, Emilio Dandolo fu uno dei protagonisti delle cinque giornate di Milano (1848) assieme al fratello Enrico, oltre agli amici Luciano Manara ed Emilio Morosini.
Combatté poi, con i Corpi Volontari Lombardi della Legione Manara, nella campagna del Bresciano e del Trentino, esperienza che poi raccontò nello scritto, "I volontari e i Bersaglieri Lombardi". L'anno successivo, sempre con il fratello Enrico, partecipò alla costituzione della Repubblica Romana (1849) e, con il Battaglione Bersaglieri Lombardi al comando di Luciano Manara, alla sua difesa dai francesi. Fu ferito nella battaglia di Villa Corsini, nella quale morì il fratello Enrico. Sopravvissuto alle vicende successive alla caduta della Repubblica Romana, fuggì in esilio prima a Marsiglia e poi a Lugano. Emilio in questo periodo scrisse alcune opere tra cui "Viaggio in Egitto, nel Sudan, in Siria ed in Palestina" e “I volontari e i bersaglieri lombardi”.
Tornato in Italia si adoperò senza sosta per preparare la ripresa delle ostilità contro l'Austria. Partecipò alla guerra di Crimea, ma poiché era cittadino austriaco, fu rimandato a Milano dove fu sottoposto a stretto controllo da parte della polizia.
Malato gravemente di tisi, morì nel 1859 poco prima che la Lombardia venisse liberata. I suoi funerali, a Milano, assunsero spiccate connotazioni antiaustriache. Fu tumulato, su disposizione delle autorità austriache nel tentativo di evitare disordini, nel camposanto di Adro.

## Opere
- Emilio Dandolo, I volontarii ed i bersaglieri lombardi, Torino, Tip. Ferrero e Franco, 1849.
- Emilio Dandolo, Viaggio in Egitto, nel Sudan, in Siria ed in Palestina, Milano, Carlo Turati, 1854.